# Eric Bazilian
Eric Michael Bazilian, född 21 juli 1953 i Philadelphia i Pennsylvania, är en amerikansk sångare, låtskrivare, producent och multiinstrumentalist. Han är mest känd som medlem i rockgruppen The Hooters, som han var med och bildade, men har även gett ut ett par album som soloartist.
Han har skrivit låtar och arbetat med en rad artister som Robbie Williams, Patty Smyth, Bon Jovi, Ronnie Spector, Zucchero, LeAnn Rimes, Cyndi Lauper, Alanah Myles, Ricky Martin, Journey, Midge Ure, Scorpions. Mest framgångsrik med "One of Us", som Joan Osborne hade en hit med 1995 och som han även Grammynominerades för.
På väg till stadsfestivalen Piteå dansar och ler 1987, träffade Bazilian sin blivande fru, svenska Sarah. De bor idag i Stockholm och återkommer ofta till sitt lantställe i Järvsö.
2012 släpptes plattan "What Shall Become of the Baby" tillsammans med Mats Wester. Sommaren 2014 turnerade Eric Bazilian med Niklas Strömstedt och släppte singeln "Dog Days of July".

## Diskografi
Soloalbum
- 2000 – The Optimist
- 2002 – A Very Dull Boy
- 2012 – What Shall Become of the Baby? (Bazilian & Wester)

Singlar
- 2011 – "One Light"
- 2013 – "Echoes 2k14" (Blutonium Boy & Eric Bazilian)
- 2013 – "Happy Birthday" (Eric Bazilian & James Bourne)
- 2015 – "Where Dud I Go" (Eric Bazilian & Blutonium Boy)
- 2015 – "Call Your Name"
- 2019 – "Diamonds and Dollars" (Eric Bazilian with Tania Doko)
- 2020 – "Help"
- 2020 – "Bitter Sweet Symphony/One Of Us" (Greg Gould, Tania Doko & Eric Bazilian)
- 2020 – "Heaven Ain't Gonna Save Us"
- 2020 – "I Miss Everything"
- 2021 – "Wear A Mask" (William Wittman, Dave Earl & Eric Bazilian)
- 2021 – "Sarah When She's Sleeping"